# 寒河江市立陵西中学校
寒河江市立陵西中学校（さがえしりつ りょうせいちゅうがっこう）は、山形県寒河江市にある公立中学校。

## 概要
寒河江市西部を学区としている。学区は山間部を含んでおり、中には10km以上かけて通学する生徒もいる（旧田代小学区及び旧幸生小学区の遠方の生徒は平日はスクールバスで通学をしている。土日の部活でのバス運行はない。）。生徒数はそれほど多くない。

## 沿革
- 1977年（昭和52年）寒河江市立高松中学校と寒河江市立白岩中学校が統合して寒河江市立陵西中学校が開校

## 生徒数
| 年度 | 男子 | 女子 | 計  |
| ---- | ---- | ---- | --- |
| 2010 | 100  | 90   | 190 |
| 2009 | 116  | 92   | 208 |
| 2008 | 114  | 91   | 205 |
| 2007 | 108  | 107  | 215 |
| 2006 | 104  | 112  | 216 |
| 2005 | 117  | 114  | 231 |
| 2004 | 132  | 119  | 251 |
| 2003 | 158  | 131  | 289 |
| 2002 | 165  | 146  | 311 |

## 学区
- 寒河江市立高松、白岩、醍醐の各小学校の学区。

## 所在地
- 山形県寒河江市大字八鍬字冨沢836

## 部活動
野球部、ソフトボール部、卓球部、男女バスケットボール部、男女バレーボール部、吹奏楽部。
男子バレーボール部はこれまでに何度か全国大会へ進んでおり、過去に優勝経験あり。西側の校門には記念碑が建てられている。2010年代以降も東北大会へ進むなど好成績を残している。
また卓球部も県大会に出場するなどの好成績を残している。
一方、陵西中は寒河江市の郊外にあることから生徒数が減少傾向にあり、少子化の影響も重なり2010年代中盤以降、野球部は部員数が少ないことから市内の他2つの中学校と合同で大会に出ている。